# Проспект (Луизијана)
Проспект (енгл. Prospect) насељено је место без административног статуса у америчкој савезној држави Луизијана.

## Демографија
По попису из 2010. године број становника је 476.
| Група             | 2000.    | 2010.       |
| Белци             | 0 (0,0%) | 453 (95,2%) |
| Афроамериканци    | 0 (0,0%) | 3 (0,6%)    |
| Азијати           | 0 (0,0%) | 2 (0,4%)    |
| Хиспаноамериканци | 0 (0,0%) | 1 (0,2%)    |
| Укупно            | 0        | 476         |